# Владимир Боројевић
Владимир Боројевић (Скопље, 4. децембар 1947.) је српски сликар, сценограф, дизајнер и карикатуриста из Македоније.

## Биографија
Владимир Боројевић је завршио Вишу педагошку академију у Скопљу (1972). Био је графички уредник у „Остену”, сценограф у Вардар филму у Скопљу, шеф Студија за дизајн и пропаганду у Иака 80, Радовиш.

## Самосталне изложбе слика
- Скопље
- Ваљево
- Струга
- Нови Сад
- Битољ

## Уметнички стил
У основи његовог дела је суптилан и технички савршен цртеж. У карикатури задржава правила стрипа, а у изразу доживљаје магијског реализма и надреализма.

## Награде на међународним фестивалима карикатуре
- Гранд у Скопљу, 1973.
- Истанбул, 1977. и 1990.